# 戟叶盾蕨
戟叶盾蕨（学名：Neolepisorus dengii f. hastatus）为水龙骨科盾蕨属世纬盾蕨下的一个变型。